# Partia Regionów

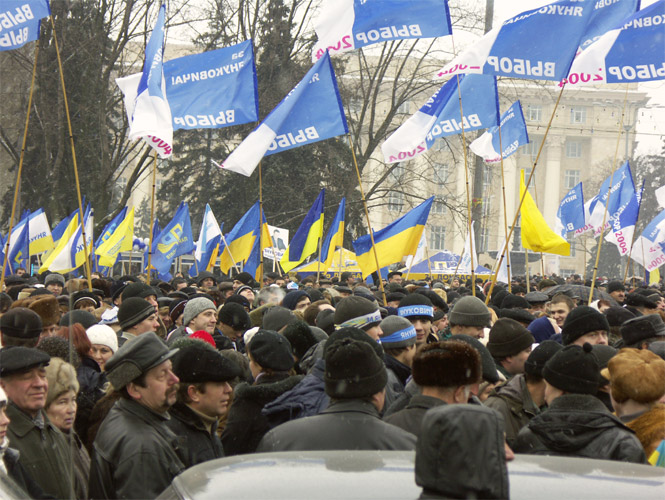
Manifestacja zwolenników Partii Regionów (2004)

Partia Regionów (ukr. Партія регіонів, ros. Партия регионов, PR) – ukraińska partia polityczna, określana jako ugrupowanie prorosyjskie. Jej wieloletnimi liderami byli były premier Mykoła Azarow oraz były premier i prezydent Wiktor Janukowycz, którzy w 2014 po wydarzeniach Euromajdanu uciekli do Rosji.

## Działalność
Została założona w 1997 jako Partia Regionalnego Odrodzenia Ukrainy (ukr. Партія регіонального відродження України, PRVU), na jej czele stanął wówczas Wołodymyr Rybak.
W styczniu 1998 w Radzie Najwyższej II kadencji utworzono frakcję PRVU. W odbywających się w tym samym roku wyborach parlamentarnych partia nie przekroczyła progu wyborczego, wprowadzając jednak deputowanych w okręgach jednomandatowych. W 1999 poparła ubiegającego się o reelekcję prezydenta Łeonida Kuczmę.
W marcu 2001 na bazie PRVU, do której dołączyła Partia Pracy (ukr. Партія праці, PP) Wałentyna Łandyka, przyjęła nazwę Partia Regionów. Jej przewodniczącym został Mykoła Azarow, którego rok później zmienił Wołodymyr Semynożenko.
W wyborach parlamentarnych w 2002 PR startowała w ramach bloku Za Jedyną Ukrainę. W Radzie Najwyższej IV kadencji jej frakcja (pod nazwą Regiony Ukrainy) liczyła około 60 deputowanych. W 2003 na czele ugrupowania stanął Wiktor Janukowycz, pełniący od kilku miesięcy urząd premiera Ukrainy.
Wraz ze zbliżaniem się wyborów prezydenckich w 2004 program ugrupowania zaczął ewoluować w lewą stronę sceny politycznej. Partia ogłosiła, że wprowadzi język rosyjski jako drugi język urzędowy na Ukrainie. Należący do niej premier podniósł świadczenia socjalne. Partia Regionów otrzymała też bezpośrednie wsparcie od prezydenta Rosji Władimira Putina, który kilkakrotnie odwiedził osobiście Ukrainę, nakłaniając jej obywateli do poparcia Wiktora Janukowycza i jego partii. Wspierany przez Partię Regionów premier wygrał wybory prezydenckie, jednak ukraiński sąd najwyższy uznał, że wyniki drugiej tury głosowania zostały sfałszowane, nakazując jej powtórzenie.
Po pomarańczowej rewolucji kandydat Partii Regionów przegrał wybory na urząd prezydenta, który przejął Wiktor Juszczenko. Po powołaniu na stanowisko premiera Julii Tymoszenko PR przeszła do opozycji. W tym okresie w programie partii większy nacisk położono na decentralizację Ukrainy. Wiktor Janukowycz zaproponował przekształcenie kraju w federację. Po rozpadzie koalicji i upadku rządu we wrześniu 2005 po początkowych wahaniach regionaliści poparli kandydaturę Jurija Jechanurowa na nowego premiera, nie wchodząc jednocześnie do rządu.
W kampanii przed wyborami w 2006 PR stała się główną siłą opozycyjną wobec „pomarańczowych”. Jej działacze zarzucali władzy stosowanie szykan w związku z aresztowaniem Borysa Kołesnikowa, lidera w Doniecku. Kryzys energetyczny wywołany zimą 2006 przez odłączenie gazociągów przez Rosję przyczynił się do wzrostu popularności Partii Regionów postrzeganej jako prokremlowska. Na jej korzyść zadziałał również spór między liderami pomarańczowej rewolucji. W efekcie Partia Regionów 26 marca 2006 zwyciężyła w wyborach do parlamentu, otrzymując 33,12% głosów i 186 mandatów.
4 sierpnia tego samego roku powstał drugi rząd Wiktora Janukowycza oparty na Partii Regionów, popierany przez socjalistów, komunistów i Naszą Ukrainę, która opuściła koalicję po paru miesiącach.
Po kryzysie politycznym na początku 2007 PR podjęła próbę przejęcia deputowanych BJuT i NU, ostatecznie nie zdołała jednak osiągnąć większości 2/3 w Radzie Najwyższej. Po rozwiązaniu parlamentu PR wystawiła własną listę w przedterminowych wyborach, przyjmując na nią znanych działaczy innych ugrupowań z dawnej większości wspierającej Łeonida Kuczmę. Wynik 34,37%, pozwolił zająć pierwsze miejsce (przynosząc 175 mandatów), jednak partia znalazła się w opozycji.
Największe poparcie Partia Regionów otrzymywała wówczas na wschodzie oraz południowym wschodzie kraju, zwłaszcza w obwodzie donieckim, gdzie miała ponad 700 tys. członków (zgodnie z partyjnymi statystykami).
W związku z objęciem przez Wiktora Janukowycza urzędu prezydenta Ukrainy w marcu 2010 obowiązki przewodniczącego Partii Regionów i szefa jej frakcji parlamentarnej przejął Mykoła Azarow, który następnie stanął na czele zdominowanego przez PR rządu. W 2012 ugrupowanie wygrało wybory parlamentarne, uzyskując 30% głosów (72 mandaty z listy krajowej) i ponad 110 mandatów w okręgach większościowych.
Po przejęciu deputowanych niezależnych i uzyskaniu większości w parlamencie Mykoła Azarow sformował swój drugi gabinet. Rządy Partii Regionów zakończyła rewolucja Euromajdanu, obejmująca m.in. usunięcie z urzędu prezydenta Wiktora Janukowycza i powołanie gabinetu kierowanego przez Arsenija Jaceniuka. W międzyczasie frakcję PR zaczęli masowo opuszczać deputowani – w ciągu kilku dni odeszło z niej blisko 80 osób.
W marcu 2014 grupa polityków Partii Regionów, w tym Wiktor Janukowycz i Mykoła Azarow, została z niej wykluczona, a władzę w ugrupowaniu przejęło kolegialne kierownictwo z Wołodymyrem Rybakiem na czele. We wrześniu tegoż roku PR zrezygnowała ze startu w przedterminowych wyborach parlamentarnych. Wielu działaczy ugrupowania wystartowało jako formalnie bezpartyjni z ramienia Bloku Opozycyjnego, a także jako kandydaci niezależni w okręgach jednomandatowych. Działalność Partii Regionów w kolejnych miesiącach zanikła. 21 lutego 2023 roku VIII Apelacyjny Sąd Administracyjny zdelegalizował partię.